# Alian
Alian (chiń. upr. 阿莲区; chiń. trad. 阿蓮區; pinyin Ālián qū; Wade-Giles A-lien ch’ü) – dzielnica (chiń. 區, qū) w rejonie Gangshan miasta wydzielonego Kaohsiung na Tajwanie. 
23 czerwca 2009 komitet przy Ministrze Spraw Wewnętrznych Republiki Chińskiej zarekomendował scalenie dotychczasowego powiatu Kaohsiung (chiń. trad. 高雄縣; pinyin Gāoxióng xiàn) i miasta wydzielonego Kaohsiung (chiń. trad. 高雄直轄市; pinyin Gāoxióng zhíxiáshì) w jedno miasto wydzielone; wszystkie gminy wiejskie (chiń. 鄉, xiāng), jak Alian, miejskie oraz miasta wchodzące w skład powiatu zostały przekształcone w dzielnice (chiń. 區, qū). Ustawa weszła w życie 25 grudnia 2010 roku.
Populacja dzielnicy Alian w 2016 roku liczyła 29 093 mieszkańców – 14 407 kobiet i 14 686 mężczyzn. Liczba gospodarstw domowych wynosiła 9407, co oznacza, że w jednym gospodarstwie zamieszkiwało średnio 3,09 osób.

## Demografia (2011–2016)
| Rok  | Liczba ludności | Gęstość zaludnienia | Kobiety | Mężczyźni | Gospodarstwa domowe |
| ---- | --------------- | ------------------- | ------- | --------- | ------------------- |
| 2011 | 30 225          | 873                 | 14 985  | 15 240    | 9233                |
| 2012 | 30 033          | 867                 | 14 882  | 15 151    | 9318                |
| 2013 | 29 795          | 860                 | 14 767  | 15 028    | 9365                |
| 2014 | 29 566          | 854                 | 14 645  | 14 921    | 9386                |
| 2015 | 29 319          | 846                 | 14 542  | 14 777    | 9361                |
| 2016 | 29 093          | 840                 | 14 407  | 14 686    | 9407                |